# Apochthonius diabolus
Apochthonius diabolus är en spindeldjursart som beskrevs av William B. Muchmore 1967. Apochthonius diabolus ingår i släktet Apochthonius och familjen käkklokrypare. Inga underarter finns listade i Catalogue of Life.